# Miquel Robusté
Miquel Robusté Colomer (Vilassar de Mar, 20 maggio 1985) è un calciatore spagnolo, difensore svincolato.

## Palmarès

### Nazionale
- Campionato d'Europa Under-19: 1

2004